# Kakadu biała
Kakadu biała (Cacatua alba) – gatunek średniej wielkości ptaka z rodziny kakaduowatych (Cacatuidae). Jest endemitem, zamieszkującym wyłącznie wyspy Halmahera, Bacan, Ternate, Tidore, Kasiruta oraz Mandioli w północnych Molukach w Indonezji. Jest białą papugą z brązowymi lub czarnymi oczami, oraz ciemnoszarym dziobem. Gdy się przestraszy, rozkłada swój ogromny, odstający, półokrągły grzebień na głowie. Kształtowi grzebienia, przypominającego parasol, zawdzięcza swoją angielską nazwę umbrella cockatoo. Normalnie grzebień znajduje się w pozycji leżącej. Spodnia strona skrzydeł oraz ogon mają barwę jasnożółtą i błyszczą się w czasie lotu papugi.
Kakadu biała dożywa niekiedy 80 roku życia.

## Systematyka
Gatunek monotypowy (nie wyróżnia się podgatunków). Blisko spokrewniony z kakadu molucką (C. moluccensis).

## Opis
Ciało kakadu białej ma około 46 cm długości. Samice ważą około 400 gramów, podczas gdy masa samców osiąga nawet 800 gramów. Samce mają zazwyczaj szerszą głowę i większy dziób niż samice. W okresie dojrzewania tęczówki w oczach samic stają się bardziej czerwone niż u samców. Pióra kakadu białej są w większości białe. Natomiast zarówno górna, jak i spodnia powierzchnia wewnętrznej strony krawędzi piór na skrzydłach są żółte. Kolor żółty daje się lepiej zauważyć po spodniej stronie skrzydeł, ponieważ żółta część górnej strony pióra jest przykryta przez znajdujące się wyżej białe pióra. Podobnie, obszary większych piór na ogonie, przykryte innymi piórami oraz przykryte fragmenty piór grzebienia są żółte. Krótkie białe pióra wyrastają również spod ud.

## Rozmnażanie
Kakadu biała zakłada gniazda w dziuplach drzew. Samica składa zazwyczaj po dwa białe jaja. Okres wysiadywania trwa około 28 dni. Oboje rodziców wysiaduje jaja. Większe pisklę zazwyczaj dominuje nad słabszym i dostaje od rodziców więcej pokarmu. Młode opuszczają gniazdo po około 84 dniach od wyklucia się z jaj.

## Status ochronny
Międzynarodowa Unia Ochrony Przyrody (IUCN) od 2013 roku uznaje kakadu białą za gatunek zagrożony (EN – endangered); wcześniej (od 1994 roku) miała ona status gatunku narażonego (VU – vulnerable). Trend liczebności populacji uznaje się za spadkowy.
Ich liczebność znacząco obniżyła się na skutek nielegalnego wyłapywania i handlu. Gatunek ten został umieszczony w II Załączniku CITES (Konwencji o międzynarodowym handlu dzikimi zwierzętami i roślinami gatunków zagrożonych wyginięciem), zgodnie z którą eksport i import tych ptaków podlega ograniczeniom. Głównymi zagrożeniami dla gatunku są nielegalny odłów oraz degradacja ich naturalnego środowiska leśnego (wylesianie, pozyskiwanie drewna).

## Ptasznictwo
Kakadu białe są chętnie wykorzystywane jako zwierzęta domowe, ponieważ szybko przywiązują się do ludzi. Cenione są również ze względu na swój wygląd. Potrafią naśladować ludzką mowę, jednak nie robią tego najlepiej ze wszystkich papug. Ze względu na swoją inteligencję, łatwość tresury, towarzyską naturę i umiejętność szybkiego uczenia się sztuczek, często eksponowane są w ogrodach zoologicznych oraz parkach rozrywki. Z tych powodów są również najbardziej wymagające ze wszystkich papug. Kakadu biała potrzebuje co najmniej sześciu godzin opieki dziennie. Ze strony hodowców kakadu oczekują czasu, poświęcenia i zrozumienia. Jeżeli zostaną pozostawione bez opieki, mogą zniszczyć meble, ściany, itd. Zezłoszczone potrafią spowodować poważne pogryzienia swoim silnym dziobem. Kakadu białe zrzucają ze swoich piór biały puch i z tego względu nie nadają się dla astmatyków ani alergików. Większość kakadu, nawet tych otaczanych najlepszą opieką, dopuszcza się czasem niepożądanych zachowań, takich jak piski, skubanie piór, samookaleczenia oraz agresja wobec hodowców i swoich towarzyszy z klatki. Kakadu nie są zwierzętami domowymi i nie czują się dobrze jako takie. Dlatego ważne jest uwzględnienie ich naturalnej diety. Żywienie oparte wyłącznie na nasionach oraz orzechach nie jest dla nich wystarczające. Dlatego ważne jest uzupełnianie ich diety świeżymi owocami i warzywami. Nasiona i orzechy ze względu na wysoką zawartość tłuszczu powinny być pozostawione dla nagrody lub zachęty.